# Киевский автобус
Киевский автобус (укр. Киïвський автобус)— автобусная сеть, действующая с 10 декабря 1925 года в городе Киев. На сегодняшний день сеть представлена 75 дневными маршрутами и одним ночным. В городе действует 4 автобусных парка. Компания-перевозчик: КП «Киевпастранс»

## История
XIX век
Первые попытки эксплуатации омнибусов, предшественников автобусов, в Киеве были сделаны ещё в конце XVIII века. Хотя во второй половине XIX века Киев был одним из передовых городов Российской империи, в городе не было пассажирского транспорта, кроме извозчиков.
В 1879 году предприниматель Левин закупил 7 омнибусов, рассчитанных на перевозку 8 пассажиров, и начал их эксплуатацию в Киеве. Несмотря на дешевизну стоимости проезда по сравнению с извозчиками, этот вид транспорта вскоре перестал существовать. Виной всему стало неудовлетворительное техническое состояние омнибусов и их нехватка на улицах. Тогдашние омнибусы можно сравнить с нынешними грузовыми «маршрутками», в которых перевозится в два раза больше пассажиров, чем может транспортное средство.
XX век
В конце первой декады XX века городская Дума разработала проект введения в эксплуатации в Киеве восьми автобусных линий с передачей их в концессию. Но реализовать этот проект в полной мере не удалось из-за отсутствия предпринимателей, готовых вложить деньги в столь сомнительное и затратное мероприятие. В то время в Киеве процветал трамвай с разветвленной сетью, и автобусное предприятие могло просто прогореть.
Попытки ввести автобусное движение в Киеве были дважды: в 1911 и 1913 годах, но через некоторое время эксплуатация автобусных линий заканчивалась, и этот вид транспорта не завоевал доверия у киевлян. Эти автобусы находились на территории Лукьяновского трамвайного парка.
Существующая автобусная система берет начало 10 декабря 1925 года с открытия маршрута пл. ІІІ Интернационала — ул. Л. Пятакова (теперешние Европейская пл. — ул. Саксаганского).
На время Великой Отечественной войны автобус прерывал свою работу. Возобновил работу заново в июне 1946 года, был открыт существующий до сих пор 1-й автобусный парк. 2-й парк открыт в 1959 году, позже были открыты ещё шесть автобусных парков. В 1975 году автобусом в Киеве было перевезено 365 млн чел., больше, чем любым другим видом городского транспорта (троллейбусом — 339,3 млн чел., трамваем — 339,1 млн чел., метрополитеном — 204,6 млн чел.), себестоимость перевозки одного пассажира составила 4,9 коп.
В период расцвета городского автобусного сообщения во второй половине 1980-х годов на 110 маршрутах работало более 1000 автобусов в час пик. В первой половине 1990-х годов произошёл упадок автобусных перевозок.
На 2010 год в Киеве действовало около 90 муниципальных автобусных маршрутов. Количество автобусов на маршрутах не превышало 400 единиц. Функционирувало 8 автобусных парков. Стоимость проезда составляла 1 гривну 50 копеек.
В период с 2011 по 2015 год в городе закрыто четыре автобусных парка (1, 3, 4 и 7).
По состоянию на 1 августа 2017, действует четыре автобусных парка: два на правом берегу (автобусный парк № 5 и автобусный парк № 8) и два на левом берегу (автобусный парк №2 и автобусный парк № 6).

## Оплата проезда

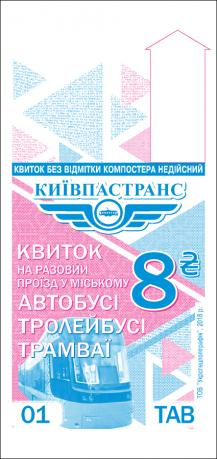
Талон на проезд в киевском транспорте 2018 года

Для оплаты проезда в Киеве можно использовать разовый билет, который даёт право одной поездки, либо транспортную карту, либо проездной билет на срок действия.
С 31 января 2011 года разовый проездной билет стоит 1 гривну 50 копеек.
С 7 февраля 2015 года разовый проездной билет стоит 3 гривны.
C 15 июля 2017 — 4 гривны. Комбинированный билет на городскую электричку и автобус — 7 гривень.
С 14 июля 2018 цена билета составляет 8 гривен.
Приобрести разовые билеты на автобус, а также на другие виды транспорта, можно в автоматах на остановках или станциях метро, либо в приложении «Киев цифровой». В салоне билет нужно активировать, поднеся к валидатору.

## Режим и расписание маршрутов
Большинство маршрутов города начинают работу в 6.00 и заканчивают в преимущественно в 22.00 — 23.00. Некоторые маршруты, как № 99 и 101 начинают работу в 4.50 и заканчивают до 1.00.
Маршруты социального назначения, например маршруты № 5, № 77 или № 79, начинают работу в 7.00 — 8.30 и заканчивают до наступления вечернего ПИКа: 15.00 — 18.00.
Большая часть маршрутов работает как в будни дни, так и в выходные и праздничные дни. Лишь некоторые маршруты работают исключительно по будням. Некоторые из таких маршрутов работают лишь в час ПИК.
Также в городе существует один автобусный ночной маршрут № 137, работа которого начинается в 22.00 и заканчивается в 5.33.
Все автобусные маршруты имеют строгое расписание на будни и выходные дни, где указаны время отправления/прибытия на конечные и ключевые остановки в течение дня работы маршрута. Также в расписании отмечаются время заезда или выезда автобусов на маршрут, а также время обедов.
На каждом маршруте прописано количество автобусов и номер выпусков, которые работают на маршруте.

## Парк автобусов

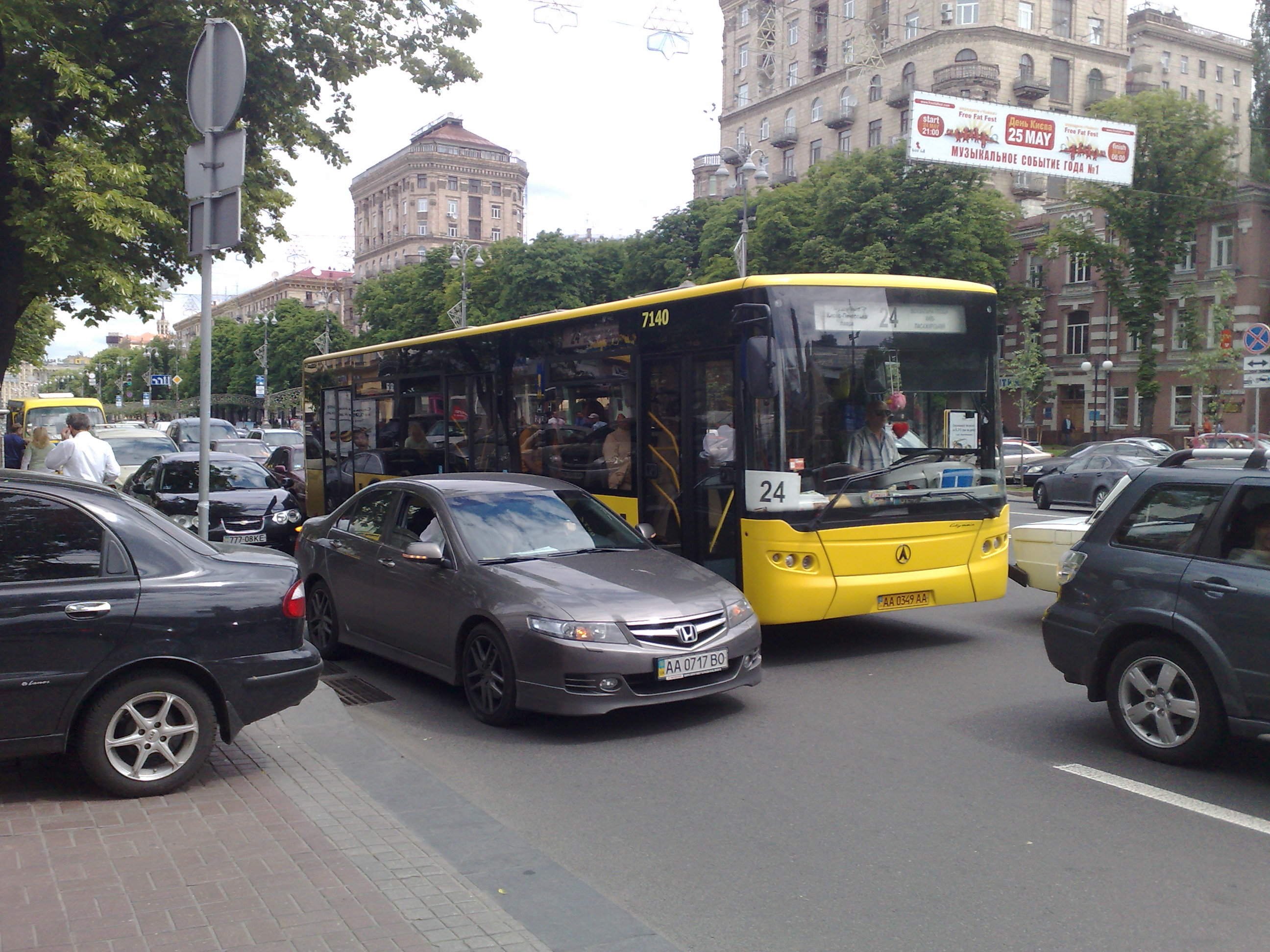
Автобус ЛАЗ-А183 24-го маршрута на Крещатике

https://busphoto.eu/photo/04/44/57/444572.jpg
В Киеве в регулярной эксплуатации используются следующие модели автобусов:
| Модель автобуса | Автобусный парк № 2 | Автобусный парк № 5 | Автобусный парк № 6 | Автобусный парк № 8 |
| --------------- | ------------------- | ------------------- | ------------------- | ------------------- |
| Богдан А091     |                     |                     |                     |                     |
| Богдан А092     | ✔                   | ✔                   | ✔                   | ✔                   |
| Богдан А144     |                     |                     |                     | ✔                   |
| ЛАЗ-A183        | ✔                   | ✔                   | ✔                   | ✔                   |
| ЛАЗ-A191        |                     |                     |                     |                     |
| ЛАЗ-А292        |                     |                     | ✔                   |                     |
| МАЗ-103         |                     | ✔                   |                     | ✔                   |
| МАЗ-105         | ✔                   | ✔                   | ✔                   | ✔                   |
| МАЗ-107         | ✔                   | ✔                   | ✔                   | ✔                   |
| МАЗ-203         | ✔                   | ✔                   | ✔                   | ✔                   |
| МАЗ-215         | ✔                   | ✔                   | ✔                   | ✔                   |

Большинство маршрутов Киева обслуживаются автобусами большого класса, которые представлены автобусами модели ЛАЗ-A183 и МАЗ-203 преимущественно. Данные автобусы встречаются практически на большинстве маршрутов города, начиная от малопопулярных маршрутов (как маршрут № 2) и заканчивая на очень популярных (как маршрут № 102 или № 114).
Автобусы особо большого класса также встречаются на большинстве маршрутах города, но чаще всего раскинуты по разным маршрутам. Большая концентрация таких автобусов встречается на маршрутах Автобусного парка № 6, который обслуживает густонаселенные районы, как Троещина или Виноградарь. Также такие маршруты присутствуют и в других парках, но в меньшинстве. Например, в Автобусном парке № 2 маршруты № 45, 51; в Автобусном парке № 5 маршрут № 23.
Автобусы малого  класса используются на маршрутах с малым пассажиропотоком.  Автобусы малого класса Богдан А091 и Богдан А092 встречаются на малопопулярных маршрутах всех парков, кроме 8. Например, маршруты № 2, 47, 59, 78. Не исключено использование на маршрутах с малым потоком автобусов, как большого, так и особо большого классов, и наоборот.
Не редко бывают случаи, когда автобусы, работающие на коммунальном маршруте, используются на таксомоторном или пригородном маршрутах.

## Автобусные парки
В Киеве действуют следующие автобусные парки:

#### Рабочие парки
- Автобусный парк № 2[10]
  - Адрес: ул. Пражская, 7;
  - Коммунальные маршруты: 11, 11д, 17,  18, 28, 33, 33т*, 42, 45, 48, 49, 51, 55, 62, 63, 64, 76, 81, 87, 95, 104, 108, 111, 115, 117;
- Автобусный парк № 5[10]
  - Адрес: ул. Мрии, 21;
  - Коммунальные маршруты: 7, 9, 14, 23, 30, 31, 32, 37, 37а, 47, 53, 57, 69, 72, 78, 90, 97, 97к, 119;
- Автобусный парк № 6[10]
  - Адрес: ул. Пуховская, 4;
  - Коммунальные маршруты: 6, 21, 41, 46, 50, 50ТР, 59, 61, 70, 73, 79, 88, 98, 99, 100, 101, 102, 103, 114.
- Автобусный парк № 8[10]
  - Адрес: ул. Гарета Джонсона, 7/9;
  - Коммунальные маршруты: 1, 2, 2т*, 5, 10, 12, 19, 20, 20к, 22, 27, 36, 39, 43, 43к, 52, 54, 56, 65, 77, 91, 105, 118, 137н.

* — Курсивом выделены временные маршруты, заменяющие работу трамваев или троллейбусов на время дорожных робот или реконструкций.